# Либер, Александр Евгеньевич
Александр Евгеньевич Либер (10 [23] января 1914, Полтава — 27 июня 1987, Саратов) — советский математик, геометр, доктор физико-математических наук (1957), профессор Саратовского университета.
Участник Великой Отечественной войны, старший лейтенант Красной Армии, кавалер Ордена Красной Звезды.

## Биография
Родился в семье служащего. После Октябрьской революции он вместе с семьёй переехал в Нижний Новгород, где в 1930 году окончил среднюю школу, а в 1932 году — политехникум связи. После окончания техникума А. Е. Либер работал старшим радиотехником широковещательной радиостанции в городе Куйбышеве (ныне Самара). В сентябре 1933 года он поступил на физико-математический факультет Саратовского университета, а по окончании университета в 1938 году стал первым аспирантом у профессора В. В. Вагнера.
С тех пор вся его дальнейшая творческая деятельность была связана с Саратовским университетом, с кафедрой геометрии.
В 1939 году Александр Евгеньевич прервал работу над диссертацией в связи с участием в военных действиях на Халхин-Голе. Весной 1941 года, после возвращения в университет, А. E. Либер заканчил диссертационную работу по теории сетей. 18 июня 1941 года он защитил кандидатскую диссертацию, а уже 24 июня 1941 года отправился на фронт. А. E. Либер прошёл всю войну, участвовал в Сталинградской битве, был награждён многими орденами и медалями, среди которых орден Красной Звезды, медали «За боевые заслуги», «За взятие Берлина».
После окончания войны, в конце 1945 года, Александр Евгеньевич вернулся в Саратовский университет, где начал работать доцентом кафедры геометрии. Несколько лет главное место в исследованиях А. Е. Либера занимало изучение геометрии поверхностей различных размерностей в геометрическом n-мерном пространстве с заданной  фундаментальной группой, являющейся группой Ли преобразований. На основе развитой В. В. Вагнером общей теории геометрических дифференциальных объектов А. Е. Либер пришёл к однозначному определению поверхности фундаментальным геометрическим дифференциальным объектом на случай произвольной поверхности в пространстве с фундаментальной группой. Построенная им геометрическая теория вошла в содержание докторской диссертации, защищённой А. E. Либером в 1957 году в Московском университете.
Научные интересы Александра Евгеньевича не ограничивались только дифференциальной геометрией. Ряд значительных результатов был получен им в смежных областях алгебры.
А. E. Либер на протяжении многих лет возглавлял Саратовский городской научно-исследовательский геометрический семинар, был членом редколлегии межвузовского научного сборника, членом бюро Всесоюзного геометрического семинара им. Г. Ф. Лаптева при ВИНИТИ, в 1978—1979 гг. заведовал кафедрой геометрии СГУ. Он — автор университетских курсов и учебников.